# David Spade
David Wayne Spade (sinh ngày 22 tháng 7 năm 1964) là nam diễn viên, nghệ sĩ hài độc thoại người Mỹ. Ông bắt đầu nổi tiếng vào những năm 1990 khi là một thành viên trong dàn diễn viên của chương trình Saturday Night Live. Một vài phim mà ông tham gia gồm có: Tommy Boy, Black Sheep, Joe Dirt, Joe Dirt 2: Beautiful Loser, Grown Ups và Grown Ups 2.

## Thời thơ ấu
Spade sinh ra tại Birmingham, Michigan. Ông là con trai của Judith J. (nhũ danh: Meek), một biên tập viên tạp chí, và Wayne M. Spade, một nhân viên kinh doanh. Ông còn có hai anh em trai là Bryan và Andy Spade.